# Fuente-Andrino
Fuente-Andrino es una localidad de la provincia de Palencia (Castilla y León, España) que pertenece al municipio de Villaherreros.

## Situación
La localidad se encuentra entre los valles de los ríos Vallarna y Valdavia, aproximadamente a 2,5 kilómetros al NE de Villaherreros, si bien esa conexión entre Fuente-Andrino y Villaherreros se realiza a través de un camino. Para acceder por carretera es necesario llegar a través de la carretera autonómica  P-245 , que conecta Osorno con Villasarracino. Entre esta localidad y Abia de las Torres sale la carretera   PP-2402  que en menos de un kilómetro permite el acceso a la localidad en carretera.
Su término confina al N con Castrillo de Villavega, al E con Abia de las Torres, al SE con Villadiezma, al SO con Villaherreros y al O con Villasarracino.

## Historia
Fue municipio independiente hasta el año 1973. Ese año pasó a formar parte del municipio de Villaherreros.

### SigloXIX
Así se describe a Fuente-Andrino en la página 223 del tomo VIII del Diccionario geográfico-estadístico-histórico de España y sus posesiones de Ultramar, obra impulsada por Pascual Madoz a mediados del siglo XIX:

FUENTE ANDRINO

Villa con ayuntamiento en la provincia y diócesis de Palencia (8 1/2 leguas), audiencia territorial y capitanía general de Valladolid (15 1/2), partido judicial de Carrión de los Condes (2 1/2).
Situada en terreno desigual con clima sano, siendo las enfermedades más comunes tercianas, dolores de costado y afecciones de pecho.
Tiene 31 casas, todas de tierra y muy mal construidas; la consistorial está sostenida por 3 arcos, sirviendo al mismo tiempo para las reuniones concejiles, escuela y despacho de carnes; un pósito nacional con 120 fanegas de trigo, el cual se estableció hace más de un siglo; una escuela de ambos sexos, concurrida por 11 alumnos que dan al maestro la retribución convenida.
Al N de la población y a 109 varas de distancia una fuente cubierta con un arco de piedra y ladrillo, de la cual se surte el vecindario para su consumo y el de los ganados, habiendo en el campo otro manantial de poca consideración.
Una iglesia parroquial (San Lorenzo), de primer ascenso, servida por un teniente de cura y un sacristán; está construida de tierra con pilares de ladrillo, constando de una sola y espaciosa nave con bóveda, un coro alto sin sillería, 5 altares de ningún mérito y una torre cuadrada con 3 campanas; y por último el cementerio se halla extramuros y al O.
Confina el término N Castrillo de Villavega; E Abia de las Torres; S Villaherreros, y O Villasarracino.
El terreno es desigual con algunos barrancos, habiendo a su N y O un poco de arbolado de chopos y sauces; le bañan 3 arroyos que solo corren en invierno y siempre que llueve.
Caminos: los de pueblo a pueblo, intransitables en invierno y regulares en verano. Correos: la correspondencia se recibe en Carrión por los mismos interesados.
Producciones: trigo, cebada, avena, yeros, titos y vino; y ganado lanar, vacuno y mular.
Industria: la agrícola.
Población: 33 vecinos, 172 almas.

Capital productivo: 155.500 reales. Imponible: 5.045. El presupuesto municipal asciende a 1.650 reales, y se cubre con los productos de propios y el déficit por reparto vecinal.

## Geografía humana

### Demografía
| Gráfica de evolución demográfica de Fuente-Andrino entre 1842 y 1970 |
| |
| Población de derecho según los censos de población del INE Población de hecho según los censos de población del INEEn este censo se denominaba Fuenteandrino: 1842 Entre el censo de 1981 y el anterior, este municipio desaparece porque se integra en el municipio 34211 (Villaherreros) |

Evolución de la población en el siglo XXI
| Gráfica de evolución demográfica de Fuente-Andrino entre 2000 y 2020 |
|                                                                      |
| Población de derecho (2000-2020) según el padrón municipal del INE   |